# Mike Harker

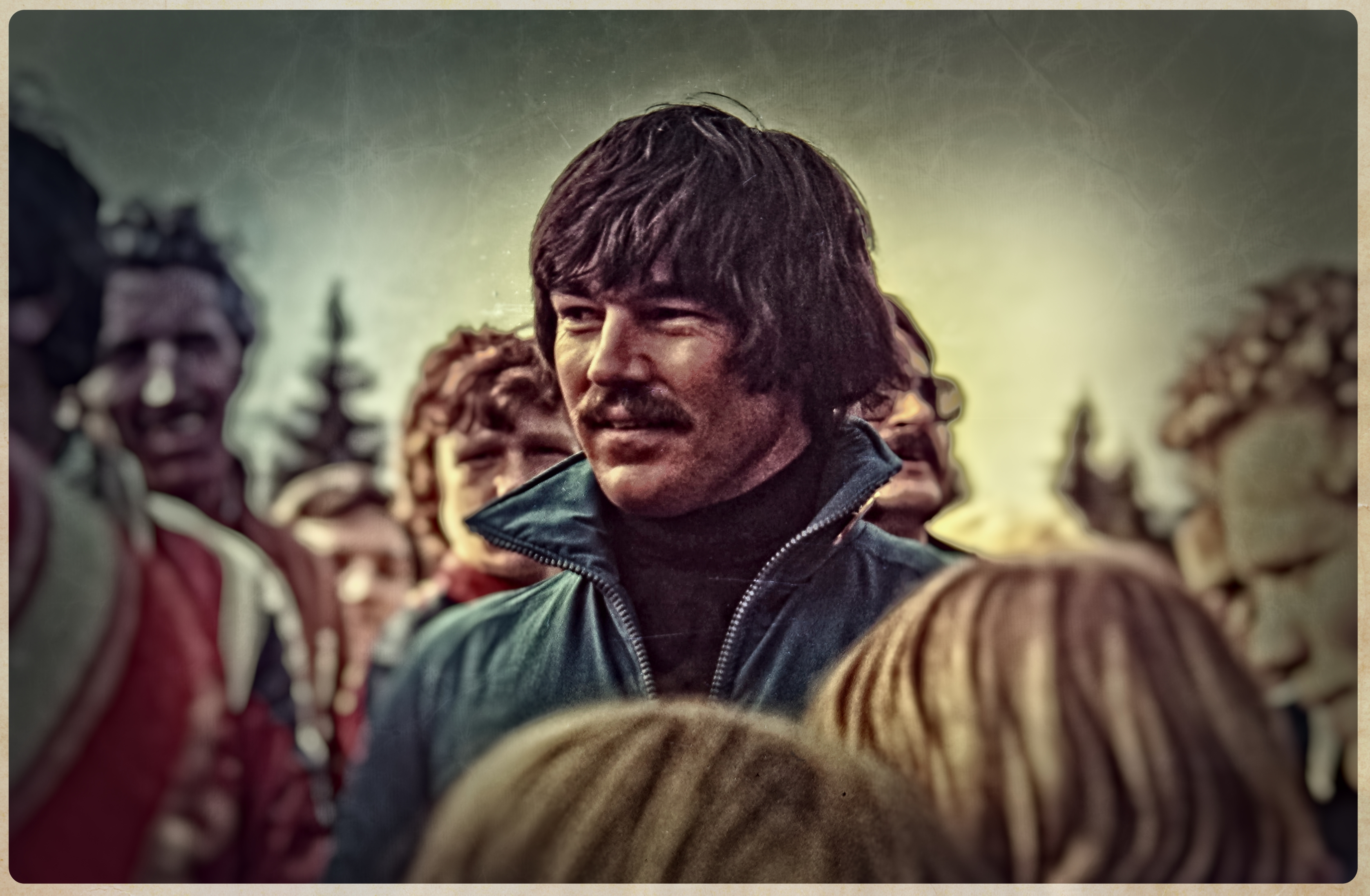
Mike Harker 1975 im Hagertal am Unterberg in Kössen

Mike Harker (* 29. November 1947; † 1. April 2011 in St. Martin) war ein US-amerikanischer Hängegleiterpilot und Pionier des freien Radios in Deutschland.

## Leben

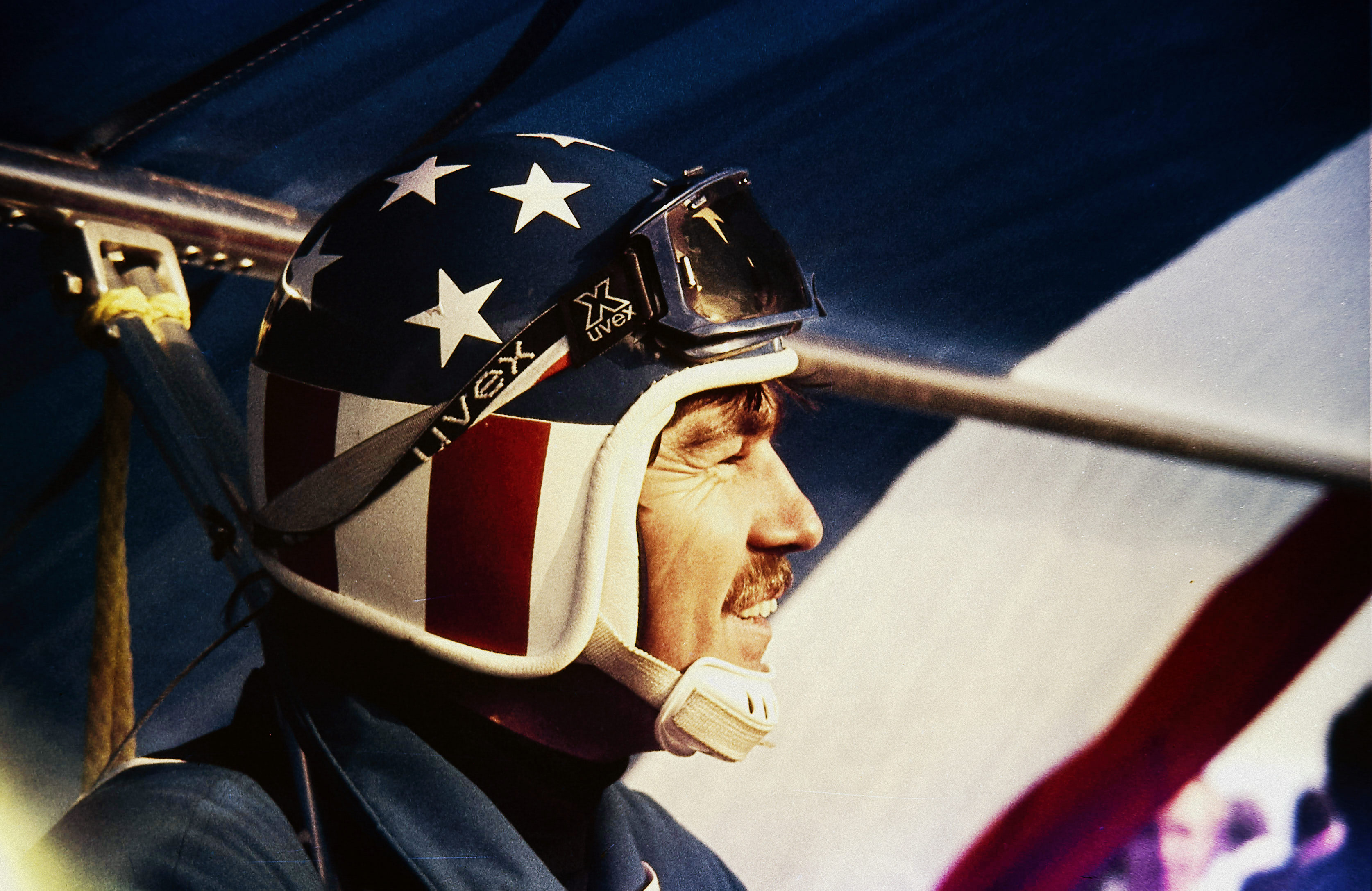
Mike Harker 1975

Mike Harker flog als erster Mensch mit einem Hängegleiter am 11. April 1973 vom Schneefernerkopf des Zugspitzmassivs nach Ehrwald und wurde damit zum Vorreiter des Drachenfliegens in Europa.
Im Dezember 1987 startete er zusammen mit Peter Samstag und zwei weiteren Mitarbeitern mit dem „Betriebsversuch zur Erprobung des lokalen Rundfunks in Garmisch“ den Vorläufer des privaten Rundfunksenders Radio Oberland. Anlässlich der Drachenflugweltmeisterschaft 2010 am Tegelberg startete Mike Harker zu seinem letzten Drachenflug.
Mike Harker starb am 1. April 2011 auf seiner Yacht in der Marigot Bay vor der Antillen-Insel St. Martin mit 63 Jahren an einem Schlaganfall.